# پروژه کوثر
پروژه کوثر یک برنامه موشکی بالستیک میان‌برد یا قاره‌پیما از سوی جمهوری اسلامی ایران است.

## نمای کلی
ظاهراً این برنامه یک IRBM با برد ۴۰۰۰ تا ۵۰۰۰ کیلومتری است. کتاب «نیروهای نظامی و قابلیت‌های جنگی ایران» نوشته آنتونی اچ. کوردزمن و مارتین کلیبر، در توصیف پروژه‌های موشکی شهاب-۵ و شهاب-۶، که ظاهراً بر اساس موتور RD-۲۱۶ ساخته شده‌اند، به پروژه کوثر اشاره می‌کند. بر اساس این کتاب، «تلاش برای توسعه یک موشک بالستیک قاره‌پیما با موتور روسی RD-216 در برخی منابع «پروژه کوثر» نامگذاری شده است. گزارش‌های مربوط به پروژه‌های موشکی همچنان نامشخص است و رسانه‌ها و منابع رسمی اسرائیل بارها در مورد ماهیت و سرعت تلاش‌های ایران اغراق کرده‌اند.»
در کتاب «خیزش تهران» نوشته ایلان برمن نیز به پروژه موشکی اشاره شده است. طبق این کتاب، «گروه‌های مخالف ادعا کرده‌اند که توسعه آشکار موشکی ایران، پوششی بر یک تلاش مخفیانه بسیار بزرگتر است - تلاشی که هم شامل موشک شهاب-۵ با برد ۴۰۰۰ کیلومتر و هم حتی یک موشک بالستیک قاره‌پیما (ICBM) به نام «کوثر» می‌شود. این ارزیابی درست به نظر می‌رسد؛ به گفته مقامات اطلاعاتی ایالات متحده، تخمین زده می‌شود که ایران اکنون به پیشرفت کافی برای آزمایش اجزای موشک‌های بالستیک قاره‌پیما در سال ۲۰۰۵ دست یافته است.»